# پنینگتن، نیوجرسی
پنینگتون (به انگلیسی: Pennington) شهری در ایالت نیوجرسی کشور ایالات متحده آمریکا است که جمعیت آن در سرشماری سال ۲۰۱۰ میلادی، ۲٬۵۸۵ نفر بوده‌است.